# Narvská kultura

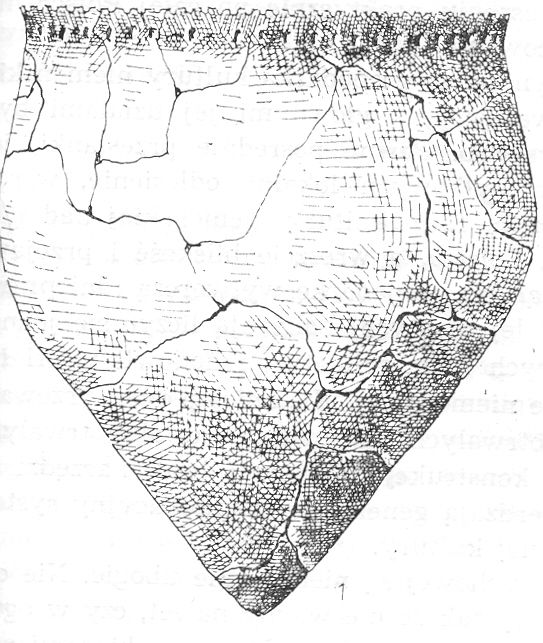
Typická keramika

Narvská kultura byla neolitická archeologická kultura, jejíž jádro se nacházelo na území dnešního Estonska, Lotyšska, Litvy a v Kaliningradské oblasti, a jejíž pozůstatky byly nalezeny také na přilehlých okrajích dnešního Polska, Běloruska a Ruska. Je pojmenována po estonské řece Narva. Vyvinula se z mezolitické kundské kultury. Její existence je vymezena zhruba lety 5300 až 1750 př. n. l. S nástupem silné kultury se šňůrovou keramikou (asi 3000 př. n. l.), která vzešla z jámové kultury, jí začala být narvská kultura silně ovlivňována, až pohlcována. Nejčistší formy narvské kultury proto spadají do jejího časného období, tedy 5300-3000 př. n. l. Limitem příslušníků narvské kultury byl velmi špatný přístup k pazourku. Museli používat spíše kosti nebo rohy (v tom navázali na kundskou kulturu téměř plně). Obchodovali s němenskou kulturou, nicméně je nápadné, že zatímco v němenských vykopávkách byla nalezena narvská keramika a jiné narvské artefakty, v těch narvských žádné stopy po němenské kultuře nalezeny nebyly. Obchodovali již ovšem s jantarem, což je základní vývojový posun oproti kundské kultuře. Obchod s jantarem se měl stát základním rysem a dynamizačním prvkem pozdně pravěké a starověké pobaltské kultury. Centrem tohoto obchodu bylo zřejmě Juodkrantė (dnešní Litva). Zde bylo také nalezeno nejvíce předmětů. Nejslavnější a řemeslně nedokonalejší artefakt, obřadní hůl vyřezaná z rohoviny s rukojetí ve tvaru losí samice, byl ovšem nalezen ve Šventoji (taktéž Litva). Lidé byli pohřbíváni na zádech, do hrobů bylo vkládáno jen málo předmětů. Keramika sdílela podobnosti s artefakty kultury hřebenové keramiky, ale měla specifické vlastnosti, především přimíchávání další organické hmoty do hlíny, nejčastěji rozdrcených šnečích ulit. Nádoby byly široké a velké, jejich výška a šířka byly často stejné. Dna byla špičatá nebo zaoblená, pouze nejpozdnější mají úzká plochá dna. Obyvatelé byli stále ještě především lovci a sběrači, zejména rybáři, ale již začali i s chovem zvířat. Vede se složitá debata o etnicitě obyvatelstva, ale předpokládá se, že to nebyli Indoevropané, jejichž příchod bývá spojován většinou až se šňůrovou keramikou. Genetický výzkum, podobně jako u kundské kultury, prokázal blízkost k tzv. západním lovcům a sběračům (asi 70 procent genů oproti 30 procentům genů spojených s tzv. východními lovci a sběrači).